# ツリアブモドキ上科
ツリアブモドキ上科（ツリアブモドキじょうか、学名：Nemestrinoidea）は、単系統の小さなハエ上科で、他のハエ亜目との関係は不明である。現在ではムシヒキアブ上科 Asiloideaの姉妹タクソンと考えられている。このグループには、現存する2つの非常に小さな科、コガシラアブ科 Acroceridae、ツリアブモドキ科 Nemestrinidae があり、どちらも世界各地に生息しているが、少数の希少種しか含まれていない。絶滅した科のひとつである Rhagionemestriidae も含まれる。
これらの昆虫は寄生虫で、コガシラアブ科はクモを、ツリアブモドキ科は一般的にバッタ目を攻撃する。両科とも翅脈に特徴があり、容易に見分けることができる。